# Sielsowiet Biarozawiczy
Sielsowiet Biarozawiczy (biał. Бярозавіцкі сельсавет; ros. Березовичский сельсовет; hist. sielsowiet Parszewicze, biał. Паршавіцкі сельсавет) – sielsowiet na Białorusi, w obwodzie brzeskim, w rejonie pińskim, z siedzibą w Biarozawiczach.
Według spisu z 2009 sielsowiet Biarozawiczy zamieszkiwało 1597 osób, w tym 1501 Białorusinów (93,99%), 58 Rosjan (3,63%), 23 Ukraińców (1,44%), 4 Polaków (0,25%), 3 Żydów (0,19%), 5 osób innych narodowości i 3 osoby, które nie podały żadnej narodowości.

## Miejscowości
- wsie:
  - Biarozawiczy (hist. Parszewicze)
  - Boguszewo
  - Nowy Dworzec
  - Poniatycze
  - Tepeniec
  - Wyżłowicze